# Pauselijk wapen
Het pauselijk wapen bestond tot 2005 uit een schild dat het persoonlijk wapen van de paus draagt, de tiara en een gekruiste zilveren en een gouden sleutel die met een rood koord zijn vastgeknoopt. Alleen de elementen buiten het schild zijn onderwerp van de regels van de Kerkelijke heraldiek.
In 2005 verving de pasgekozen Benedictus XVI de tiara door een mijter en hij voegde een pallium aan het wapen toe.

## De elementen van het pauselijk wapen
- De tiara was in ieder geval sinds Bonifatius VIII deel van het Pauselijk wapen.
- De sleutels, de zogenaamde "Sleutels van Petrus" een gouden sleutel dexter (heraldisch voor rechts) die een bovennatuurlijke, zich tot in de hemel uitstrekkende, macht symboliseert en een zilveren sleutel sinister (heraldisch voor links) die de macht over de gelovigen tot uitdrukking brengt. De sleutels zijn met een koord van keel (rood) gebonden en de baard van de sleutels heeft de vorm van een kruis. Het schild kan op de sleutels worden gelegd en deze kunnen ook boven het schild onder de tiara, of recentelijk de mijter, worden geplaatst.
- De mijter, kreeg pas in het pontificaat van Leo IX in het midden van de 11e eeuw de status van een bisschoppelijk hoofddeksel. Zij is niet van Oosterse origine, volgens Bruno Bernard Heim heeft een sinds de 12e eeuw in Frankrijk gebruikt type hoed model gestaan.
- Het pallium werd al eeuwenlang door de pausen tijdens liturgische plechtigheden gedragen maar kreeg geen plek in het pauselijk wapen. Benedictus XVI was de eerste en tot nu toe enige paus die een pallium onder het schild bevestigde.
- Paus Franciscus is de eerste paus die zijn bisschoppelijke wapenspreuk voert onder het wapen.

## Pauselijke wapens
| Afbeelding | Pauselijke naam    | Pontificaat                            | Beschrijving | Achtergrond van de wapenkeus          |
| ---------- | ------------------ | -------------------------------------- | --- | ------------------------------------- |
|            | Leo XIV            | 8 mei 2025 tot heden                   | De witte lelie in een blauw veld die staat voor zuiverheid en onschuld wordt geassocieerd met de Maagd Maria. Het boek met het doorboorde hart vertegenwoordigt de Orde van Sint Augustinus. Het motto, In Illo unum uno (In Hem die Eén is, zijn wij Eén), komt uit het commentaar van Sint Augustinus op Psalm 127. | Zie: Wapen van Leo XIV                |
|            | Franciscus         | 13 maart 2013 tot 21 april 2025        | Het schild is van lazuur en beladen met drie elementen. Enerzijds is er in keel (rood) een IHS-monogram binnen een stralende zon. Het monogram verwijst naar de jezuïetenorde. Onder het monogram zijn drie nagels van sabel (zwart) aangebracht en de letter H wordt bekroond door een kruis. Daaronder staan naast elkaar een ster or (goud) die Maria symboliseert en de nardus (or) die verwijst naar de Heilige Jozef. | Zie: Wapen van Franciscus             |
|            | Benedictus XVI     | 19 april 2005 tot 28 februari 2013     | Op het schild staan de moor uit het wapen van Freising, De beer van de Heilige Korbinianus en een Sint-Jakobsschelp. De Pauselijke rang wordt door Mijter, de stola, het pallium (onder aan het wapen) en de sleutels van de Heilige Petrus uitgedrukt. Voor de eerste keer ontbreekt de Tiara en eveneens voor het eerst is een pallium opgenomen in het wapen.                                                            | Zie: Wapen van Benedictus XVI         |
|            | Johannes Paulus II | 16 oktober 1978 tot 2 april 2005       | Op het schild staat een kruis met een "M" voor Maria. De Pauselijke rang wordt door Tiara, sleutels van de Heilige Petrus en Pauselijke Stola uitgedrukt. | Zie: Wapen van Johannes Paulus II     |
|            | Johannes Paulus I  | 26 augustus 1978 tot 28 september 1978 | In het schild plaatste deze paus, in navolging van Johannes XXIII en Pius X, de "leeuw van Sint-Marcus" als herinnering aan zijn functie als patriarch van Venetië als schildhoofd.Verder zijn op het schild rotsen (een verwijzing naar de Dolomieten) en drie sterren afgebeeld. Deze staan voor de deugden Geloof, Hoop en Liefde en verwijzen tevens, als tekens van licht, naar de achternaam van Albino Luciani.      | Zie: Wapen van paus Johannes Paulus I |
|            | Paulus VI          | 21 juni 1963 tot 6 augustus 1978       | Het schild toont een "veld van keel beladen met rotsen (verwijzend naar de achternaam Montini) en drie lelies argent". Het wapenschild toont in zijn geheel het wapen dat de familie Montini sinds de zestiende eeuw voerde. | Zie: Wapen van paus Paulus VI         |
|            | Johannes XXIII     | 28 oktober 1958 tot 3 juni 1963        | In het schild plaatste deze paus, in navolging van Pius X, de "leeuw van Sint Marcus" als herinnering aan zijn functie als patriarch van Venetië als schildhoofd boven het wapen van zijn geboortestad Sotto il Monte | Zie: Wapen van Johannes XXIII         |
|            | Pius XII           | 2 maart 1939 tot 9 oktober 1958        | | Zie ook: Wapen van paus Pius XII      |
|            | Pius XI            | 1922 tot 1939                          | |                                       |
|            | Benedictus XV      | 1914 tot 1922                          | | Zie ook: Wapen van paus Benedictus XV |
|            | Pius X             | 1903 tot 1914                          | | Zie ook: Wapen van paus Pius X        |
|            | Leo XIII           | 1878 tot 1903                          | |                                       |
|            | Pius IX            | 1846 tot 1878                          | |                                       |
|            | Gregorius XVI      | 1831 tot 1846                          | |                                       |
|            | Pius VIII          | 1829 tot 1830                          | |                                       |
|            | Leo XII            | 1823 tot 1829                          | |                                       |
|            | Pius VII           | 1800 tot 1823                          | |                                       |
|            | Pius VI            | 1775 tot 1799                          | |                                       |
|            | Clemens XIV        | 1769 tot 1774                          | |                                       |
|            | Clemens XIII       | 1758 tot 1769                          | |                                       |
|            | Benedictus XIV     | 1740 tot 1758                          | |                                       |
|            | Clemens XII        | 1730 tot 1740                          | |                                       |
|            | Benedictus XIII    | 1724 tot 1730                          | |                                       |
|            | Innocentius XIII   | 1721 tot 1724                          | |                                       |
|            | Clemens XI         | 1700 tot 1721                          | |                                       |
|            | Innocentius XII    | 1691 tot 1700                          | |                                       |
|            | Alexander VIII     | 1689 tot 1691                          | |                                       |
|            | Innocentius XI     | 1676 tot 1689                          | |                                       |
|            | Clemens X          | 1670 tot 1676                          | |                                       |
|            | Clemens IX         | 1667 tot 1669                          | |                                       |
|            | Alexander VII      | 1655 tot 1667                          | |                                       |
|            | Innocentius X      | 1644 tot 1655                          | |                                       |
|            | Urbanus VIII       | 1623 tot 1644                          | |                                       |
|            | Gregorius XV       | 1621 tot 1623                          | |                                       |
|            | Paulus V           | 1605 tot 1621                          | |                                       |
|            | Leo XI             | 1605 tot 1605                          | |                                       |
|            | Clemens VIII       | 1592 tot 1605                          | |                                       |
|            | Innocentius IX     | 1591 tot 1591                          | |                                       |
|            | Gregorius XIV      | 1590 tot 1591                          | |                                       |
|            | Urbanus VII        | 1590 tot 1590                          | |                                       |
|            | Sixtus V           | 1585 tot 1590                          | |                                       |
|            | Gregorius XIII     | 1572 tot 1585                          | |                                       |
|            | Pius V             | 1566 tot 1572                          | |                                       |
|            | Pius IV            | 1559 tot 1566                          | |                                       |
|            | Paulus IV          | 1555 tot 1559                          | |                                       |
|            | Marcellus II       | 1555 tot 1555                          | |                                       |
|            | Julius III         | 1550 tot 1555                          | |                                       |
|            | Paulus III         | 1534 tot 1549                          | |                                       |
|            | Clemens VII        | 1523 tot 1534                          | |                                       |
|            | Adrianus VI        | 1522 tot 1523                          | |                                       |
|            | Leo X              | 1513 tot 1521                          | |                                       |
|            | Julius II          | 1503 tot 1513                          | |                                       |
|            | Pius III           | 1503 tot 1503                          | |                                       |
|            | Alexander VI       | 1492 tot 1503                          | |                                       |
|            | Innocentius VIII   | 1484 tot 1492                          | |                                       |
|            | Sixtus IV          | 1471 tot 1484                          | |                                       |
|            | Paulus II          | 1464 tot 1471                          | |                                       |
|            | Pius II            | 1458 tot 1464                          | |                                       |
|            | Calixtus III       | 1455 tot 1458                          | |                                       |
|            | Nicolaas V         | 1447 tot 1455                          | |                                       |
|            | Felix V            | 1439 tot 1449                          | laatste Tegenpaus |                                       |
|            | Eugenius IV        | 1431 tot 1447                          | |                                       |
|            | Martinus V         | 1417 tot 1431                          | |                                       |
|            | Johannes XXIII     | 1410 tot 1415                          | Tegenpaus in Pisa |                                       |
|            | Alexander V        | 1409 tot 1410                          | Tegenpaus in Pisa |                                       |
|            | Gregorius XII      | 1406 tot 1415                          | |                                       |
|            | Innocentius VII    | 1404 tot 1406                          | |                                       |
|            | Benedictus XIII    | 1394 tot 1417                          | Tegenpaus in Avignon |                                       |
|            | Bonifatius IX      | 1389 tot 1404                          | |                                       |
|            | Clemens VII        | 1378 tot 1394                          | Tegenpaus in Avignon |                                       |
|            | Urbanus VI         | 1378 tot 1389                          | |                                       |
|            | Gregorius XI       | 1370 tot 1378                          | |                                       |
|            | Urbanus V          | 1362 tot 1370                          | |                                       |
|            | Innocentius VI     | 1352 tot 1362                          | |                                       |
|            | Clemens VI         | 1342 tot 1352                          | |                                       |
|            | Benedictus XII     | 1334 tot 1342                          | |                                       |
|            | Johannes XXII      | 1316 tot 1334                          | |                                       |
|            | Clemens V          | 1305 tot 1314                          | |                                       |
|            | Benedictus XI      | 1303 tot 1304                          | |                                       |
|            | Bonifatius VIII    | 1294 tot 1303                          | |                                       |
|            | Celestinus V       | 1294 tot 1294                          | |                                       |
|            | Nicolaas IV        | 1288 tot 1292                          | |                                       |
|            | Honorius IV        | 1285 tot 1287                          | |                                       |
|            | Martinus IV        | 1281 tot 1285                          | |                                       |
|            | Nicolaas III       | 1277 tot 1280                          | |                                       |
|            | Johannes XXI       | 1276 tot 1277                          | |                                       |
|            | Innocentius V      | 1276 tot 1276                          | |                                       |
|            | Adrianus V         | 1276 tot 1276                          | |                                       |
|            | Gregorius X        | 1271 tot 1276                          | |                                       |
|            | Clemens IV         | 1265 tot 1268                          | |                                       |
|            | Urbanus IV         | 1261 tot 1264                          | |                                       |
|            | Innocentius III    | 1254 tot 1261                          | |                                       |
|            | Innocentius IV     | 1243 tot 1254                          | |                                       |
|            | Celestinus IV      | 1241 tot 1243                          | |                                       |
|            | Gregorius IX       | 1227 tot 1241                          | |                                       |
|            | Honorius III       | 1216 tot 1227                          | |                                       |
|            | Innocentius III    | 1198 tot 1216                          | |                                       |

## Sedisvacatie

Wapen van de Kardinaal-kamerheer tijdens een sedisvacatie

De Kardinaal-kamerheer of "Camerlengo" oefent tijdens een interregnum, dat "sedisvacatie" wordt genoemd, een deel van de pauselijke macht uit en draagt als teken daarvan de sleutels van Petrus in zijn wapen, met erboven een parassol of "ombrellino".